# Guillaume de L’Aubespine

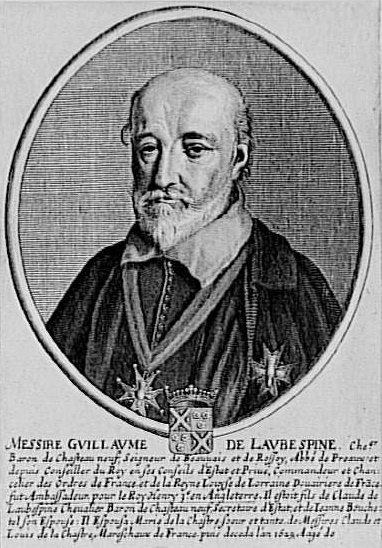
Guillaume de L’Aubespine, Anonym, 17. Jahrhundert, Schloss Versailles

Guillaume de L’Aubespine (* 17. August 1547 in Paris; † 1629) war ein französischer Diplomat. Er war Baron de Châteauneuf-sur-Cher und Seigneur de Hauterive.

## Leben
Er war der Sohn von Claude (II.) de L’Aubespine und Marie (alias Jeanne) Bochetel. Sein älterer Bruder, Claude (III.) de L'Aubespine (um 1545–1570), hatte das Amt des Secrétaire d’État von ihrem Vater geerbt.
Am 19. Mai 1568 wurde er als Conseiller im Parlement de Paris empfangen, am 13. August 1572 als Maître des requêtes. Er war Conseiller d’État, Botschafter in England, Kanzler der Königin Louise de Lorraine-Vaudémont, Kanzler des Ordens vom Heiligen Geist (1606–1611), sowie (in einem Direktorium) Surintendant des Finances (Januar 1611–1616).

## Ehe und Familie
Am 31. Dezember 1573 heiratete er in Orléans Marie de La Châtre (* um 1550; † 1626). Tochter von Claude de La Châtre, Baron de La Maisonfort, und Anne Robertet, Schwester von Claude de La Châtre, Marschall von Frankreich (Haus La Châtre). Ihre Kinder waren:
- Guillaume (* um 1573; † jung)
- Claude (IV.) (* um 1575; † nach 1595), Baron de Châteauneuf; ⚭ Gasparde Mitte de Miolans (* um 1580; † nach 1620), Tochter von Jacques Mitte, Comte de Miolans, Seigneur de Saint-Chaumont
- Gabrielle (* um 1577; † nach 1597), Äbtissin von Royallieu
- Gabriel de L’Aubespine (* 26. Januar 1579; † 15. August 1630), Bischof von Orléans,
- Charles de L’Aubespine (* 22. Februar 1580; † 17. September 1653), Comte de Sagonne, Marquis de Châteauneuf, Siegelbewahrer von Frankreich
- Madeleine (* um 1581; † nach 1605); ⚭ Jean Olivier de Leuville, Baron de Leuvile († 1641)
- Marie (* um 1582; † nach 1641), Äbtissin von Bussiere les Nonnains und von Saint-Laurent de Bourges
- François de L’Aubespine (* 1. März 1586; † 27. März 1670), Marquis de Hauterive, de Châteauneuf et de Ruffec, Comte de Sagonne, Lieutenant-général des Armées du Roi; ⚭ 17. November 1631 Eléonore de Volvire, Marquise de Ruffec (* um 1604; † 23. November 1690), Tochter von Philippe de Volvire, Marquis de Ruffec, und Aimerie de Rochechouart-Mortemart
- Elisabeth (* um 1590; † nach 1659) Dame de Vauvineux; ⚭ André de Cochefilet, Comte de Vaucelas et de Vauvineux, Sohn von Jacques de Cochefilet und Marie Larbaleste